# Topczicha
Topczicha (ros. Топчиха) – wieś (sieło) w Rosji, w Kraju Ałtajskim, ośrodek administracyjny rejonu topczichińskiego. W 2021 liczyła 7812 mieszkańców.